# Uarini
Uarini é um município brasileiro do interior do estado do Amazonas, Região Norte do país. Faz parte da Região Geográfica Intermediária de Tefé e da Região Geográfica Imediata de Tefé. Sua população, de acordo com estimativas do Instituto Brasileiro de Geografia e Estatística (IBGE), era de 13 839 habitantes em 2021.

## História
Tem sua história vinculada à de Tefé, que remonta à aldeia fundada no fim do século XVII pelo jesuíta Samuel Fritz. Até fins do século XVII sucederam-se as disputas entre espanhóis e portugueses pelo domínio do território, só se consolidando a ocupação militar lusitana em 1790. Como município, Tefé chegou a possuir área de 500.000 km². A partir de meados do século XIX, vão-se sucedendo desmembramentos de seu território, para dar origem aos novos municípios de São Paulo de Olivença, Coari, Fonte Boa, São Felipe (atual Eirunepé), Xibauá (atual Carauari) Japurá e Maraã.
Em fins de 1981, Tefé apresentava uma estrutura administrativa em que estavam previstos cinco Subdistritos: Tefé, Caiambé, Alvarães, Jarauá e Uarini. Pelos novos desmembramentos determinados pela Emenda Constitucional nº 12 de 10.12.1981, o subdistrito de Uarini passou a constituir município autônomo.

## Geografia
Sua população estimada em 2016 era de 13 276 habitantes.

## Economia
- Setor Primário
  - Agricultura: é a atividade econômica mais produtiva, com destaque especial para a cultura da mandioca, da qual se fabrica a farinha de Uarini. A castanha-do-pará está em segundo lugar na economia. Possui culturas de arroz, feijão, juta, malva, milho e cana-de-açúcar entre as culturas temporárias e, manga, abacate, banana, laranja e limão entre as culturas permanentes.
  - Pecuária: em termos econômicos a pecuária tem papel insignificante.
  - Avicultura: praticada em moldes essencialmente domésticos, voltados para a subsistência e consumo local, não gerando renda para as famílias.
  - Extrativismo Vegetal: alcança sua maior expressão no que se refere a exploração dos seringais nativos, castanha-do-pará e madeira.
- Setor Secundário
  - Indústrias: olaria, panificadoras, marcenarias, movelarias e metalúrgicas.
- Setor Terciário
  - Comércio: varejista.

Dos 5 municípios do país que tiveram decrescimento no IDH-M entre 1991 e 2000, três são do Amazonas: Uarini, cujo IDH-M passou de 0,611 para 0,599; Silves, de 0,684 para 0,675; e São Sebastião do Uatumã, de 0,661 para 0,659. Isso ocorreu, única e exclusivamente, por causa dos decréscimos registrados na dimensão da renda, que não foram compensados pelos incrementos positivos constatados nas dimensões longevidade e educação.

## Infraestrutura

### Saúde
O município possuía, em 2009, 4 estabelecimentos de saúde, sendo todos estes públicos municipais ou estaduais, entre hospitais, pronto-socorros, postos de saúde e serviços odontológicos. Neles havia 18 leitos para internação. Em 2014, 86,41% das crianças menores de 1 ano de idade estavam com a carteira de vacinação em dia. O índice de mortalidade infantil entre crianças menores de 5 anos, em 2016, foi de 15,15 indicando uma redução em comparação a 2000, quando o índice foi de 23,92 óbitos a cada mil nascidos vivos. Entre crianças menores de 1 ano de idade, a taxa de mortalidade aumentou de 4,78 (2000) para 15,15 a cada mil nascidos vivos, totalizando, em números absolutos, 95 óbitos nesta faixa etária entre 2000 e 2016. No mesmo ano, 35,23% das crianças que nasceram no município eram de mães adolescentes. Conforme dados do Sistema Único de Saúde (SUS), órgão do Ministério da Saúde, a taxa de mortalidade devido a acidentes de transportes terrestres não registrou nenhum óbito em 2016, permanecendo o mesmo resultado de anos anteriores, quando não se registrou nenhum óbito neste indicador. Ainda conforme o SUS, baseado em pesquisa promovida pelo Sistema de Informações Hospitalares do DATASUS, não houve internações hospitalares relacionadas ao uso abusivo de bebidas alcoólicas e outras drogas, entre 2008 e 2017.
A taxa de mortalidade infantil média na cidade é de 19,8 para 1.000 nascidos vivos. Em 2016, 100% das mortes de crianças com menos de um ano de idade foram em bebês com menos de sete dias de vida, não se registrando nenhum óbitos ocorridos em crianças entre 7 e 27 dias de vida ou em crianças entre 28 dias e um ano de vida. No referido período, houve 4 registros de mortalidade materna, que é quando a gestante entra em óbito por complicações decorrentes da gravidez. O Ministério da Saúde estima que 100% das mortes que ocorreram em 2016, entre menores de um ano de idade, poderiam ter sido evitadas, especialmente pela adequada atenção à saúde da gestante, bem como por ações de imunização. Cerca de 79,5% das crianças menores de 2 anos de idade foram pesadas pelo Programa Saúde da Família em 2014, sendo que 1,5% delas estavam desnutridas.
Uarini possuía, até 2009, estabelecimentos de saúde especializados em clínica médica, obstetrícia e traumato-ortopedia e nenhum estabelecimento de saúde com especialização em psiquiatria, pediatria, cirurgia bucomaxilofacial, neurocirurgia ou outras especialidades médicas. Dos estabelecimentos de saúde, apenas 1 deles era com internação. Até 2016, havia 12 registros de casos de HIV/AIDS, tendo uma taxa de incidência, em 2016, era de 15,06 casos a cada 100 mil habitantes, e a mortalidade, em 2016, 7,53 óbitos a cada 100 mil habitantes. Entre 2001 e 2012 houve 44 casos de doenças transmitidas por mosquitos e insetos, sendo as principais delas a leishmaniose e a dengue.